# Luis Alfredo de León
Luis Alfredo de León (ur. 1 lutego 1995) – dominikański zapaśnik walczący w stylu klasycznym. Zajął 37 miejsce na mistrzostwach świata w 2017. Piąty na igrzyskach panamerykańskich w 2019. Wicemistrz panamerykański w 2017. Brązowy medalista igrzysk Ameryki Środkowej i Karaibów w 2018. Wicemistrz igrzysk boliwaryjskich w 2017 i 2022 roku.